# Mogollon Baldy Lookout Cabin
 (juin 2021).
La Mogollon Baldy Lookout Cabin est une cabane américaine dans le comté de Catron, au Nouveau-Mexique. Située au pied d'une tour de guet au sommet du Mogollon Baldy, cette cabane en rondins est protégée au sein de la forêt nationale de Gila. Elle a été construite en 1923 et est inscrite au Registre national des lieux historiques depuis le 28 janvier 1988.